# Éditions Théâtrales
Les éditions Théâtrales sont une maison d'édition indépendante française spécialisée dans le théâtre, dont le siège est situé à Montreuil, en Seine-Saint-Denis.

## Historique
Créées en 1981 en tant que collection éditoriale de la Ligue de l'enseignement, les éditions Théâtrales sont implantées à Montreuil, en Seine-Saint-Denis depuis 2004, et ont adopté le statut de société coopérative d'intérêt collectif (SCIC) en 2015. Elles se donnent pour but de « redonner à l'écriture théâtrale son statut littéraire » en publiant des pièces de théâtre contemporain — la plupart du temps avant même leur création — en respectant une politique éditoriale exigeante basée sur des textes de qualité. Elles se proposent de découvrir de nouveaux auteurs et d'accompagner ceux déjà reconnus dans leur processus d'écriture, mais publient aussi des auteurs classiques comme Eschyle, Sophocle, William Shakespeare (avec des pièces telles que Hamlet, Macbeth, Richard II, La Nuit des rois, Henri IV), Pedro Calderón de la Barca ou encore Heinrich von Kleist. Elles publient également des traductions de pièces de dramaturges étrangers contemporains, comme Georg Büchner, Aziz Chouaki, Eduardo De Filippo, Anja Hilling, Jonas Hassen Khemiri, Koffi Kwahulé, Hanokh Levin, Klaus Mann, John Millington Synge ou encore Tennessee Williams. 
Diffusé dans les librairies de France et des pays francophones, le catalogue  des éditions Théâtrales comporte plus de 700 titres de plus de 300 auteurs et autrices et de 160 traducteurs et traductrices, et chaque année 20 à 25 nouveaux titres viennent s'y ajouter.
Les éditions Théâtrales coéditent également la revue trimestrielle universitaire et artistique Théâtre/Public.
Par le biais notamment de la collection « Théâtrales Jeunesse », elles cherchent à sensibiliser les jeunes à la lecture et à la pratique du théâtre et à accompagner les enseignants pour les aider à utiliser des œuvres théâtrales dans leur enseignement.
En 2017, la maison d'édition a créé une structure de diffusion intitulée « Théâdiff », exclusivement consacrée au livre de théâtre, chargée de promouvoir et diffuser ses propres livres auprès des libraires ainsi que ceux d’autres éditeurs et des revues de théâtre : Deuxième époque, L'Espace d’un instant, Espaces 34, La Fontaine, L'Œil du Prince, M Médias, Les Solitaires intempestifs, le Théâtre du Soleil.
Les éditions Théâtrales sont également dotées d'une agence (Althéa) qui représente certains auteurs et autrices du catalogue (notamment étrangers) et gère ainsi pour eux les demandes d'autorisation de représentation. Elle est ainsi au fait de l'actualité théâtrale scénique, et noue de riches partenariats avec les théâtres et les compagnies.

## Collections
- « Répertoire contemporain »
- « Théâtrales Jeunesse »
- « Ateliers Théâtrales Jeunesse »
- « Des classiques »
- « Sur le théâtre »
- « En scène »
- « Lisières »
- « La Petite collection »
- « Méthodes »

## Quelques auteurs publiés
- Elemawusi Agbedjidji
- Jacques Albert
- Marine Auriol
- Michel Azama
- Vincent Bady
- Howard Barker
- Marie Bernanoce
- Céline Bernard
- Sarah Berthiaume
- Daniel Besnehard
- Hervé Blutsch
- Denise Bonal
- Yana Borissova
- Henri Bernstein